# Tetragonula gressitti
Tetragonula gressitti är en biart som först beskrevs av Sakagami 1978.  Tetragonula gressitti ingår i släktet Tetragonula, och familjen långtungebin. Inga underarter finns listade.

## Beskrivning
Ett tämligen litet bi med en kroppslängd på omkring 6 mm, arbetaren något mindre än hanen, och en vingbredd på knappt 5 mm. Framför allt arbetaren är påtagligt svartfärgad, ibland med en viss mörkbrun ton på munsköld, mellankropp och ben. Hanarna är något ljusare, speciellt på antennerna och behåringen.

## Ekologi
Släktet Tetragonula tillhör de gaddlösa bina, ett tribus (Meliponini) av sociala bin som saknar fungerande gadd. De har dock kraftiga käkar, och kan bitas ordentligt; boet skyddas aggressivt av arbetarna. I Indien förekommer arten i täta skogar.

## Utbredning
Arten förekommer i Indien (delstaten Andhra Pradesh) och i södra Vietnam. Den indiska förekomsten har nyligen (2013) bekräftats.